# Gundersdorf (Gemeinde Sankt Stefan)

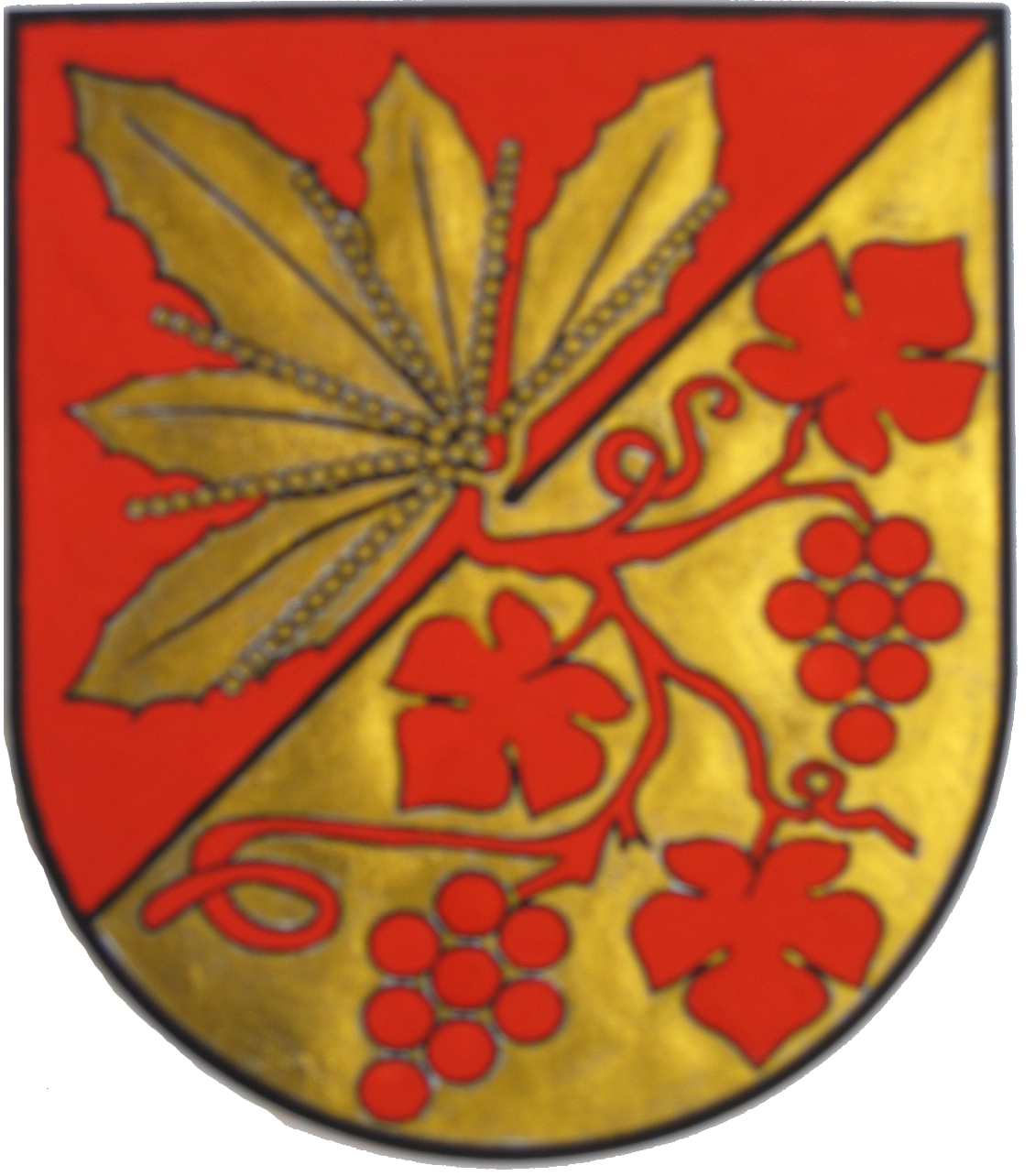
Wappen der ehemaligen Gemeinde Gundersdorf

Gundersdorf ist eine Ortschaft und eine Katastralgemeinde von Sankt Stefan ob Stainz in der westlichen Steiermark. Der Ort war eine Gemeinde mit 406 Einwohnern (Stand 2014) im Bezirk Deutschlandsberg (Gerichtsbezirk Deutschlandsberg) in der Steiermark. Mit 1. Jänner 2015 wurde Gundersdorf im Rahmen der steiermärkischen Gemeindestrukturreform mit den Gemeinden St. Stefan ob Stainz und Greisdorf zusammengeschlossen, die neue Gemeinde führt den Namen St. Stefan ob Stainz weiter. Der Gemeinderat von Gundersdorf fasste am 1. August 2013 einstimmig den Beschluss dazu. Seit 16. September 2013 befand sich das Gemeindeamt von Gundersdorf bereits im Ort St. Stefan ob Stainz.

## Geografie

### Lage
Gundersdorf liegt in der Weststeiermark an der Schilcherweinstraße. Die ehemalige Gemeinde bestand aus der Katastralgemeinde Gundersdorf mit den Ortschaften Assing, Windhagen und Hochstraßen im Norden und der wesentlich kleineren Katastralgemeinde Gruberg im Süden. Wichtigste Bäche auf dem Gebiet sind der Sanibach, die Lemsitz und die Zirknitz. Mit der Südautobahn A 2 verfügt die Gemeinde über einen Anschluss an das hochrangige Straßennetz.

### Gliederung
Gundersdorf besteht aus den Katastralgemeinden Gruberg und Gundersdorf (in Klammern Einwohnerzahl Stand 1. Jänner 2024):
- Grubberg (83)
- Gundersdorf (281)

### Nachbarorte
| Ligist    | Mooskirchen                                 |                        |
| Greisdorf | Kompassrose, die auf Nachbargemeinden zeigt |                        |
|           |                                             | Sankt Stefan ob Stainz |

## Geschichte

### Frühgeschichte
Bereits zur Jungsteinzeit lebten zumindest zeitweise Menschen im heutigen Gebiet von Gundersdorf. Ausgrabungen im Zuge der Errichtung eines Steinbruchs förderten nahe der Ortschaft Hochstraße eine Feuerstelle und Steinbeile zu Tage. Die Artefakte gingen jedoch verloren. Weitere Fundnachrichten von Skeletten und Keramiken dienen als mögliches Indiz für eine frühmittelalterliche Grabanlage. Gesicherte Aufzeichnungen über das Gemeindegebiet liegen allerdings erst aus dem 13. Jahrhundert vor.

### Erste urkundliche Erwähnungen

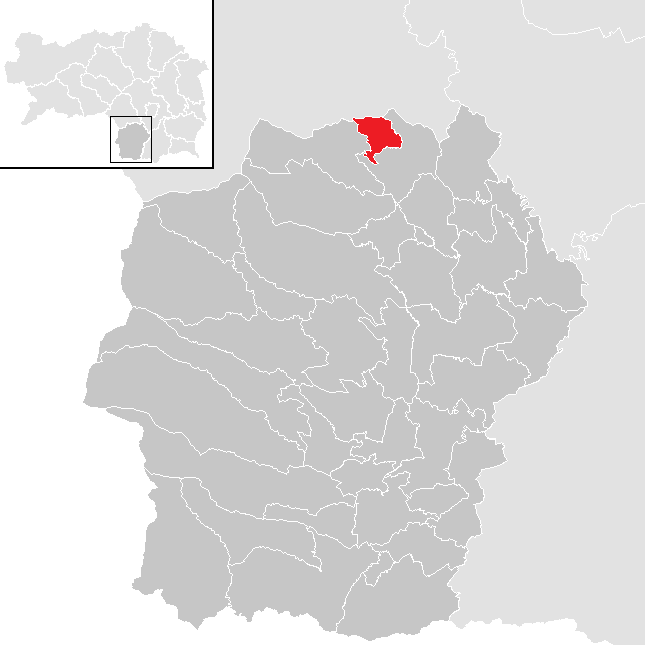
Lage der früheren Gemeinde Gundersdorf im Bezirk Deutschlandsberg mit den Gemeindegrenzen bis Ende 2014

Im landesfürstlichen Urbar des böhmischen Königs Ottokar II. Přemysl aus dem Jahre 1265 bis 1267 wird Gundersdorf als „Gvndramsdorf“ erstmals genannt. Der Name leitet sich vermutlich von einem Personennamen eines Hofbesitzers ab. Auch die Ortschaften Asing und Windhaagen bestanden bereits zu dieser Zeit und werden im selben Urbar als „Afanch“ und „Winthage“ erwähnt. Hochstraßen wird hingegen erst 1367 urkundlich als „Hochstrazz“ genannt. Der Name Grubberg findet sich erstmals 1373 im Lehensbuch des Stifts Seckau als „am Grueberperg“.

### Weitere Geschichte
Gundersdorf, Windhaagen und Asing gehörten ursprünglich zur Pfarre Lemsitz. Später wurde die Pfarre nach dem Namenspatron in St. Stefan (ob Stainz) umbenannt. Noch heute gehört Gundersdorf pfarrlich zu St. Stefan und auch die Schulen für die Kinder von Gundersdorf befinden sich hier. Im 19. Jahrhundert gab es auf dem Gebiet von Gundersdorf 66 Häuser mit 344 Bewohnern, Grubberg verfügte über 27 Häuser mit 102 Bewohnern.
1985 konnte die damalige Gemeinde ein neues Gemeinde- und Feuerwehrhaus eröffnen, hinzu kam eine vollbiologische Kläranlage. Um der Landflucht entgegenzuwirken, wurden weiters mehrere Mehrfamilienhäuser errichtet.

## Bevölkerung

### Bevölkerungsstruktur
Gundersdorf hatte laut Volkszählung 2001 387 Einwohner. 97,4 % der Bevölkerung besaßen die österreichische Staatsbürgerschaft. Zur römisch-katholischen Kirche bekannten sich 91,2 % der Einwohner, 5,7 % waren ohne religiöses Bekenntnis.

### Bevölkerungsentwicklung
Die Bevölkerungszahl von Gundersdorf schwankte lange Zeit um etwa 450 Personen. Nach dem Zweiten Weltkrieg begann die Bevölkerung des Gebietes jedoch kontinuierlich zu schrumpfen.

## Wirtschaft und Infrastruktur
Laut Arbeitsstättenzählung 2001 gibt es 11 Arbeitsstätten mit 31 Beschäftigten in Gundersdorf sowie 140 Auspendler und 26 Einpendler. Wichtigster Arbeitgeber ist dabei das Beherbergungs- und Gaststättenwesen. Es gibt 53 land- und forstwirtschaftliche Betriebe (davon 15 im Haupterwerb), die zusammen 473 ha bewirtschaften (1999).
Die Verkehrserschließung erfolgt über die Südautobahn A 2 und die Schilcher-Weinstraße.

## Politik

### Gemeinderat
Die Politik der Gemeinde war von der ÖVP dominiert. Bei den Gemeinderatswahlen 2010 erreichte die ÖVP 69,49 %, das war ein Plus von 1,11 %. Die SPÖ erreichte 2010 16,61 % und gewann 1,54 % an Stimmen. Die FPÖ erreichte 13,90 %, das war ein Minus von 2,64 %. Der Mandatsstand blieb gleich.

### Wappen
Auf Antrag der ehemaligen Landeshauptfrau Waltraud Klasnic verlieh die Steiermärkische Landesregierung der damaligen Gemeinde Gundersdorf das Recht zur Führung eines eigenen Wappens.

Die Blasonierung (Wappenbeschreibung) lautet: „Von rot und gold schräg links geteilt, aus dem Spalt nach oben wachsend ein goldenes Edelkastanienblatt mit Rispen, nach unten eine rote Weinrebe mit zwei Trauben und drei Blättern.“

## Historische Landkarten

historische Landkarten zum Gebiet von Gundersdorf und seiner Umgebung aus den drei Landesaufnahmen in der Zeit von ca. 1789 bis 1910
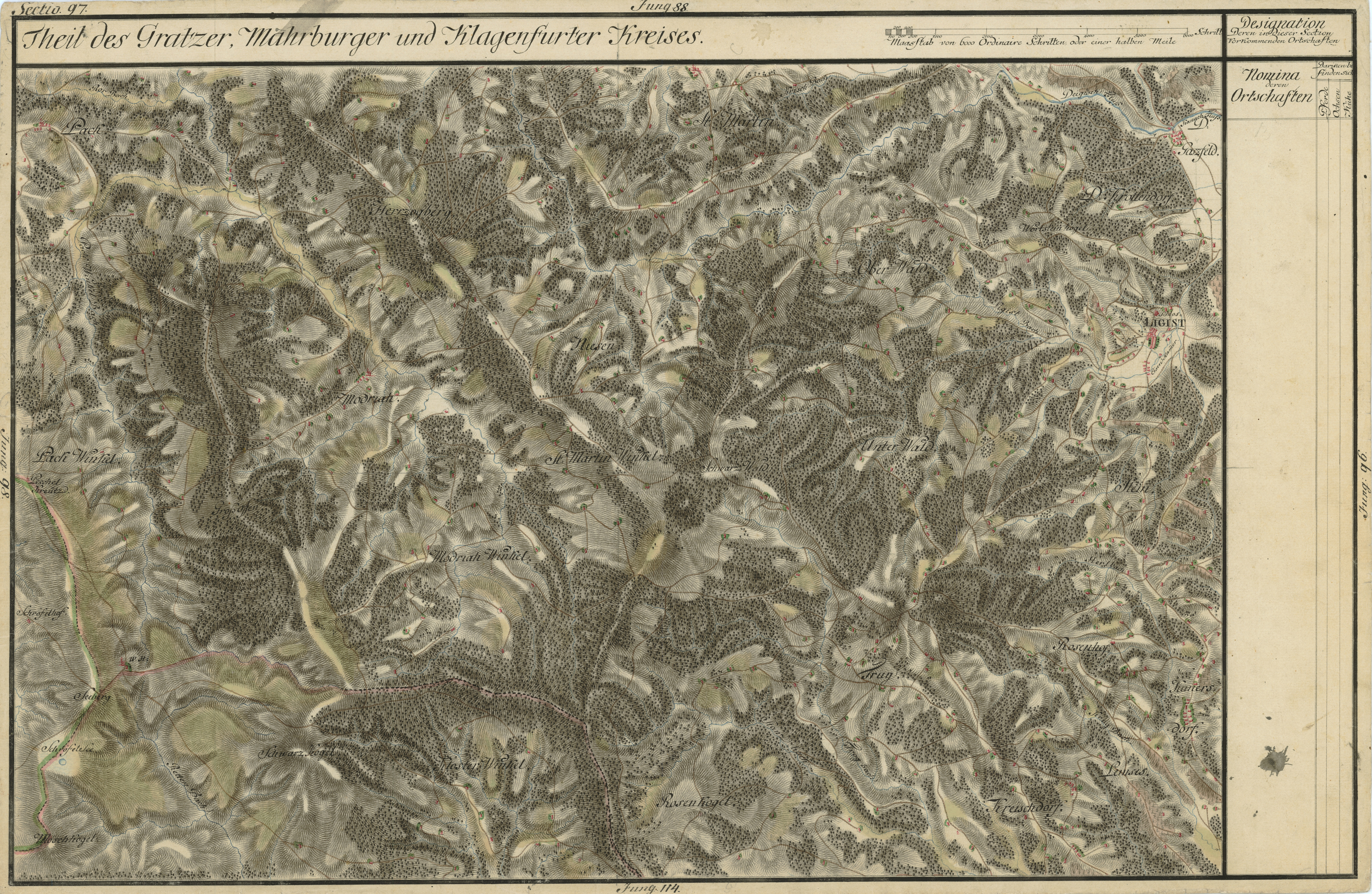
Kunersdorf nördlich von Lemsitz(rechts außen)
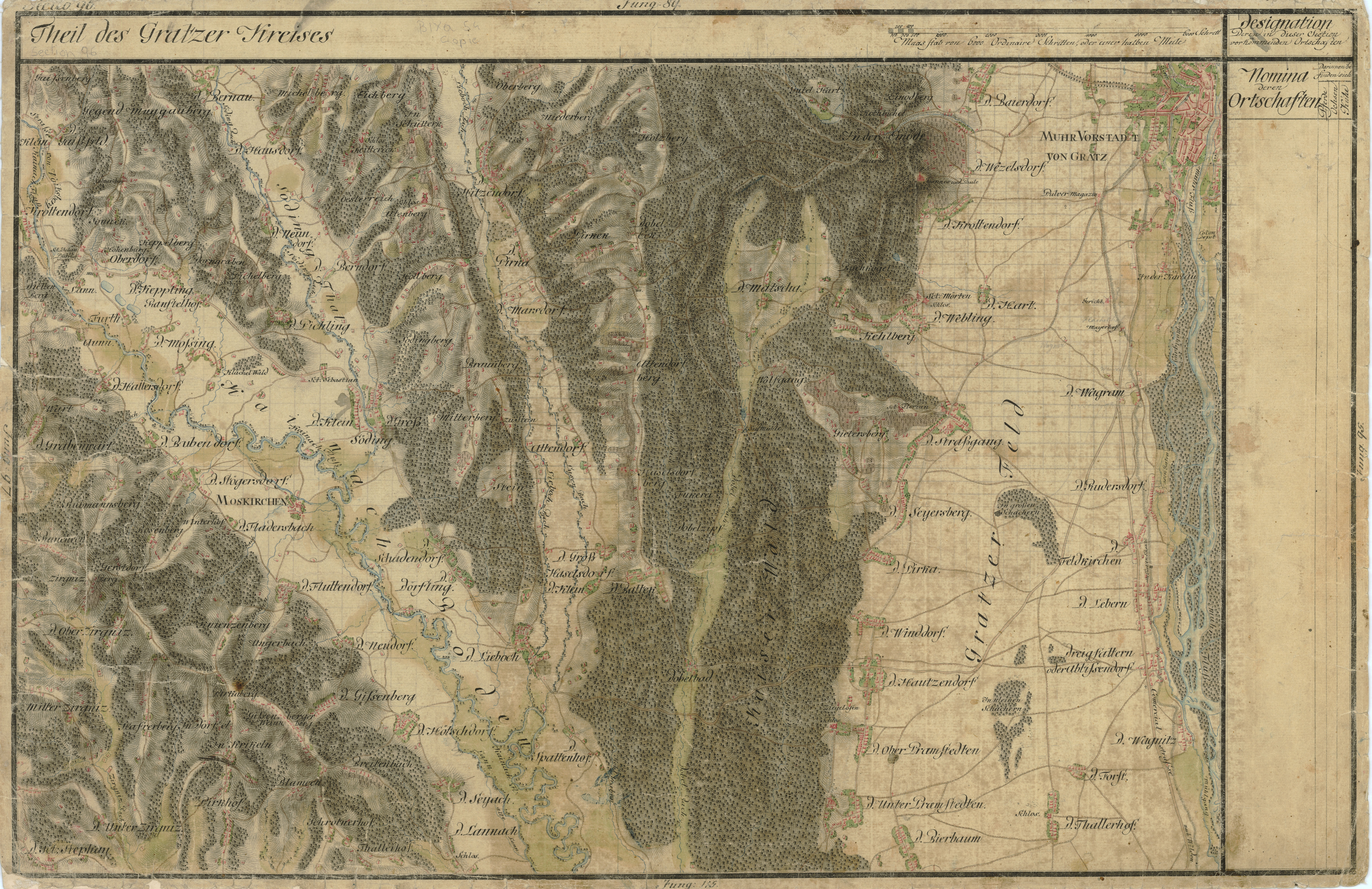
Der Osten von Gundersdorf im Zirknitztal
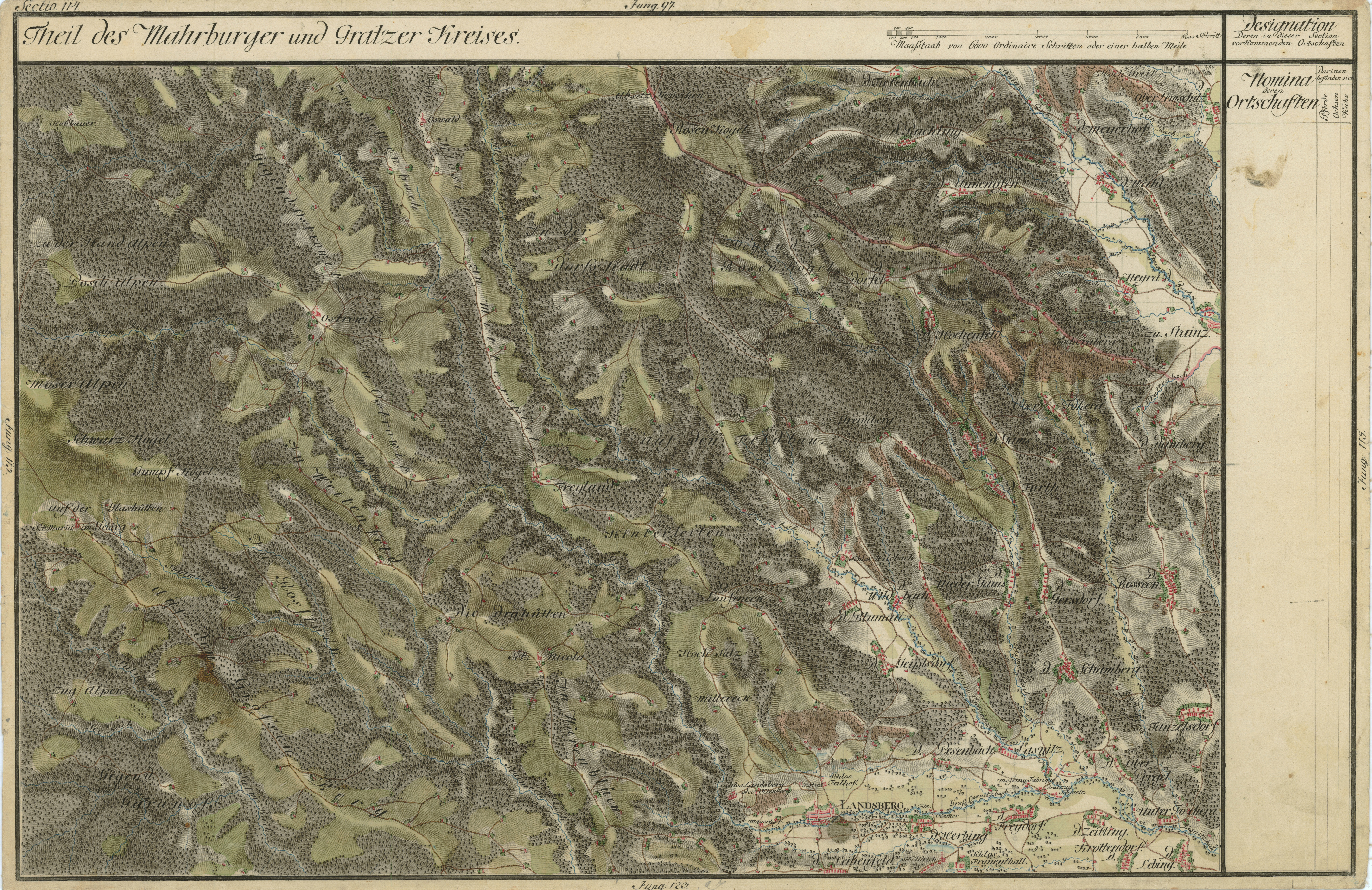
Lemsitztal nördlich von Stainz, Josephinische Landesaufnahme, um 1780
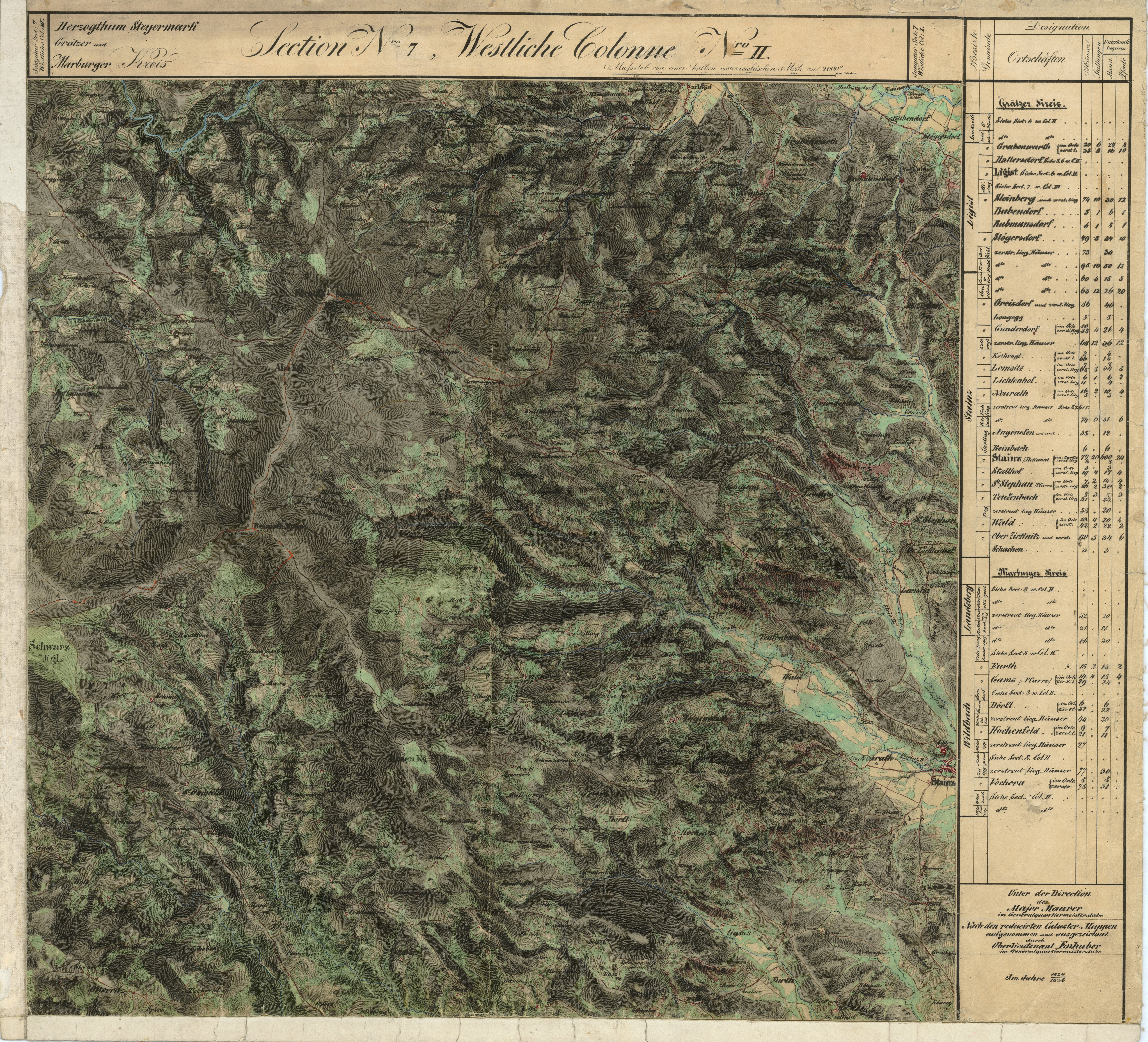
Unterkunft für 26 Mann und 4 Pferde laut Franziszeischer Landesaufnahme, ca. 1835
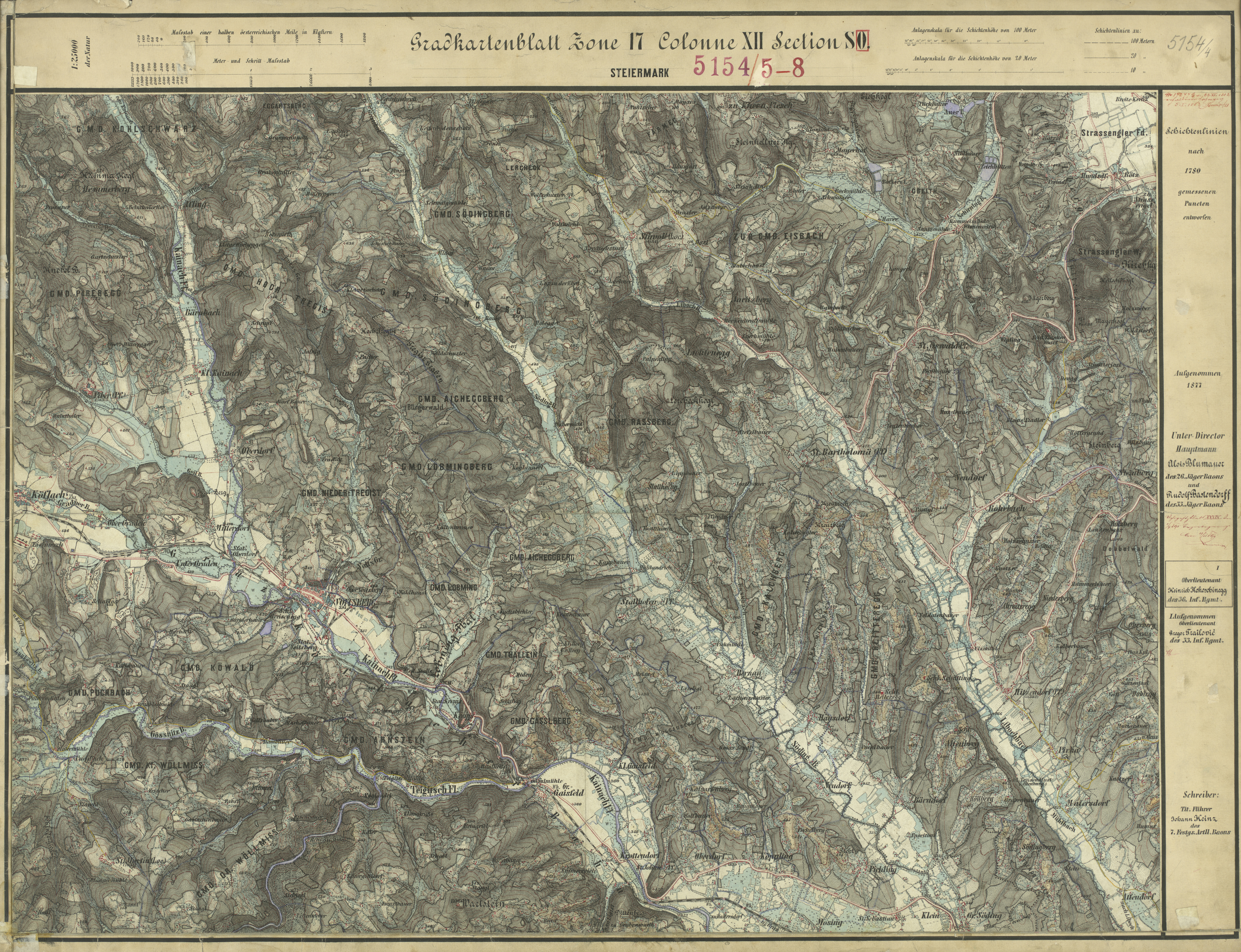
Ligist und der Mittellauf der Kainach, Aufnahmeblatt der Landesaufnahme, 1877/78
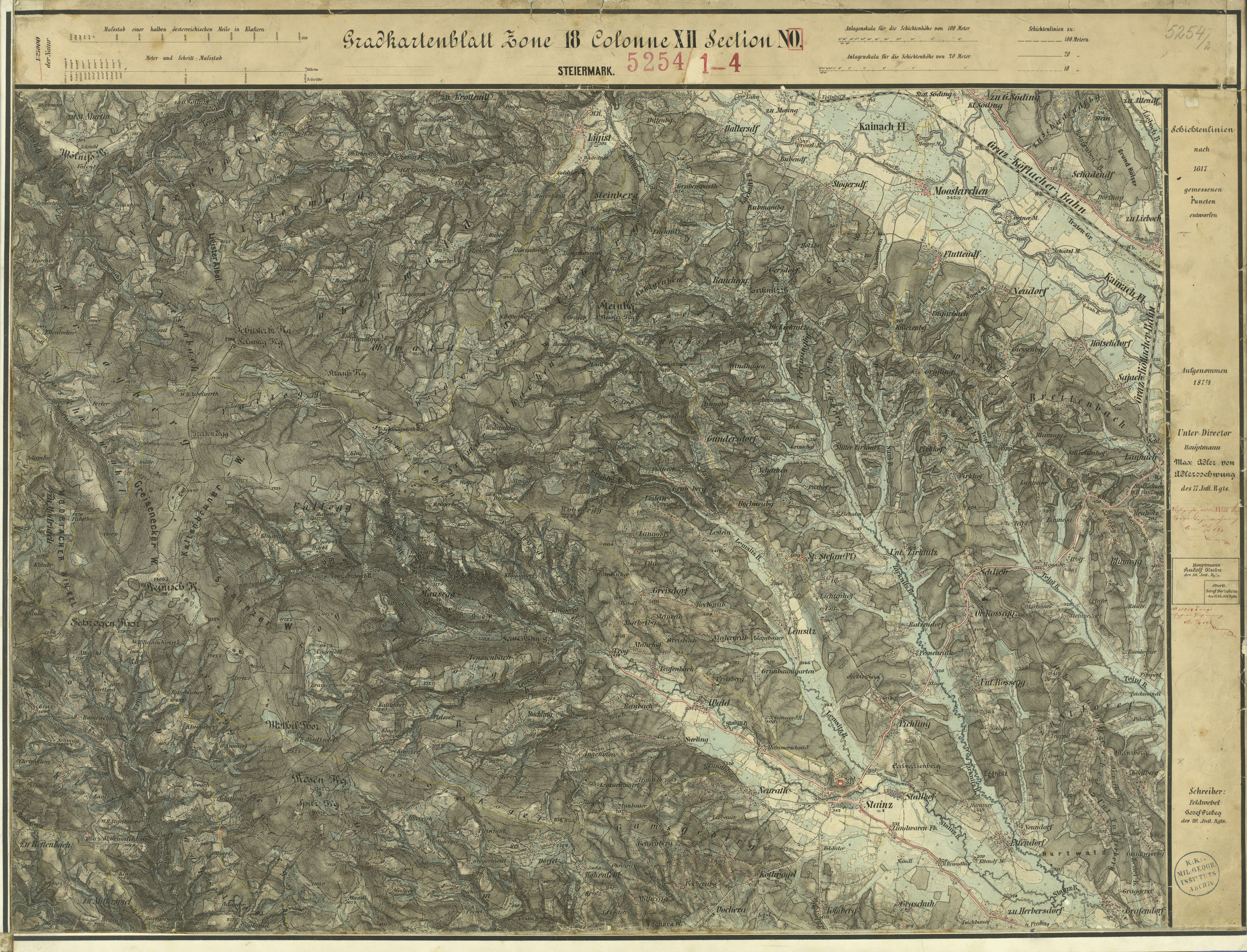
Stainz, Rosenkogel, Reinischkogel
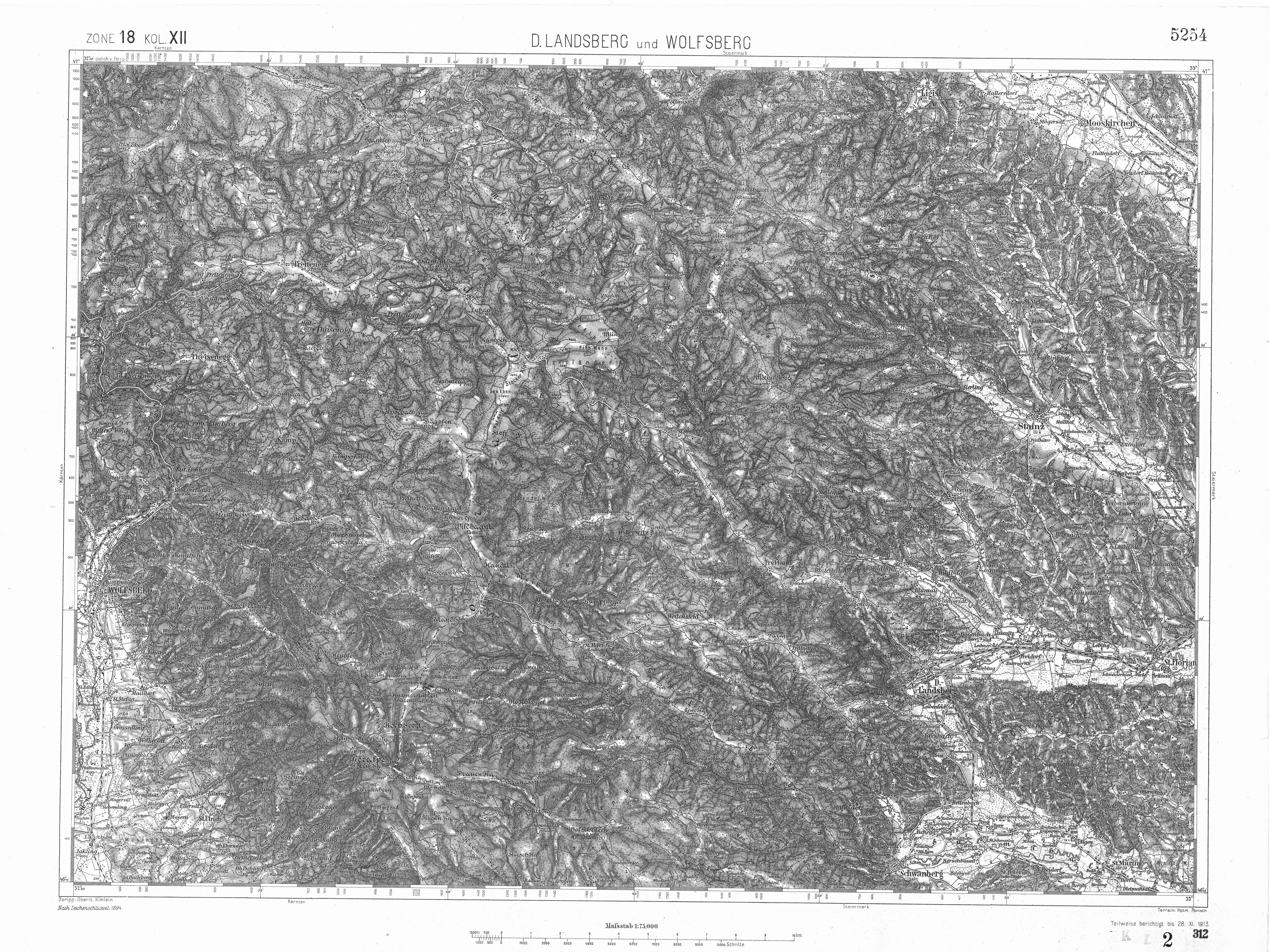
In der franzisco-josephinischen Landesaufnahme, ca. 1910